# 世界铁人三项
世界铁人三项，一個管理國際多項運動的國際體育組織，項目包括鐵人三項、鐵人兩項、鐵人水陸兩項和非標準變化的項目。总部设在瑞士洛桑。
世界铁人三项主办世界上最高水平的国际赛事如世界铁人三项系列赛和铁人三项世界杯。
世界铁人三项赛事主办最高水平的国际比赛系列世界铁人三项锦标赛系列和国际电联铁人三项世界杯。世界铁人三项也有具备官方性质的世界锦标赛级别的长距离竞赛。此外，世界铁人三项承办和组织官方的水陆三项（跑步-游泳-跑步），陆上两项（跑步-自行车-跑步）和冬季铁人三项锦标赛。

## 历史
早在20世纪20年代，游泳、自行车和多种运动项目就已经存在了，但直到1974年在美国圣迭戈创造了铁人三项一词，铁人三项才开始流行起来。这项快速发展的运动引起了国际奥委会（IOC）的注意，并于1988年开始讨论将其纳入奥运会正式比赛项目。当时的国际奥委会主席胡安·安东尼奥·萨马兰奇在瑞典斯德哥尔摩召开会议，希望铁人三项能尽快成为奥运会项目。在那次会议上，加拿大的莱斯·麦克唐纳（Les McDonald）被选为铁人三项工作委员会的主席，而瑞典热斯特雷·约翰森（Sture Jonasson）被选为秘书长。
一年后的1989年4月1日，在法国阿维尼翁举行的国际铁人三项联盟(ITU)第一次大会上，世界铁人三项正式成立。共有30个国家联合会参加了第一届大会，并为1989年8月在阿维尼翁举行的第一届世界铁人三项锦标赛做了准备。在这次比赛中，「奥运会距离」（后来被重新命名为标准距离）被定为1.5公里游泳、40公里自行车和10公里跑步，因为这些距离已经分别出现在奥运会上了。代表40个国家的800多名运动员参加了第一届世界锦标赛，莱斯·麦克唐纳于1989年当选为国际铁人三项联盟首任主席。
国际铁人三项联盟于1991年开始举办世界杯系列赛，当年在8个国家举办了11场比赛。
1994年在巴黎召开的国际奥委会大会上，铁人三项正式成为奥林匹克运动会项目。夏季奥林匹克运动会铁人三项比赛在2000年悉尼奥运会上首次亮相。.
自成立以来，世界铁人三项一直将总部设在加拿大温哥华，直到2014年1月1日，它搬到了国际奥委会和许多国际体育组织的总部瑞士洛桑。
2008年11月，西班牙的玛莉索·卡萨多（Marisol Casado）当选为世界铁人三项第二任主席。2010年2月，在世界铁人三项的故乡温哥华举行的第122届国际奥委会会议上，她成为了国际奥委会成员。2012年10月，她再次当选，开始新的四年任期。加拿大的洛琳·巴奈特（Loreen Barnett）担任其秘书长。萨拉·斯普林曼（Sarah Springman）被任命为世界铁人三项第一任副主席和荣誉成员。因此在2012年，它是唯一一个由女性管理的，世界范围内的奥运会项目的联合会。2016年12月，在马德里举行的第29届联盟大会上，卡萨多第三次连任主席。
2009年，国际铁人三项联合会重组了其顶级赛事体系，将世界锦标赛改为世界铁人三项系列赛（World Triathlon Series），由分布在八个国家的八站比赛组成，并将铁人三项世界杯降级为低于世界系列赛的第二级赛事，奖金更少，世界排名分数也更低。它还在其管理的铁人三项衍生的项目中，将不同距离的项目组织成一系列世界级比赛，如陆上两项、水上三项、交叉三项、冬季三项和残疾人三项。
2017年6月，国际奥委会在2020年东京奥运会上加入了除了男子和女子短距离以外的第三项铁人三项比赛——混合团体接力。通过与其他体育项目一起实践国际奥委会倡导的男女混合比赛项目，这种方法在促进了男女铁人三项运动员在性别平等上的政策。
2017年9月，世界铁人三项宣布其创始人兼名誉主席莱斯·麦克唐纳去世，享年84岁。2013年，他因对国家的贡献被授予加拿大勋章。2014年，他因在铁人三项方面的贡献被列入世界铁人三项组织的“名人堂”（Hall of Fame）。
2020年10月，國際鐵人三項聯盟正式采用了世界铁人三项（World Triathlon）作为新的官方名称。「旨在加强世界铁人三项在全球铁人三项运动的中心地位，为其在全球继续发展铁人三项运动的使命提供新的动力。」

## 组织结构

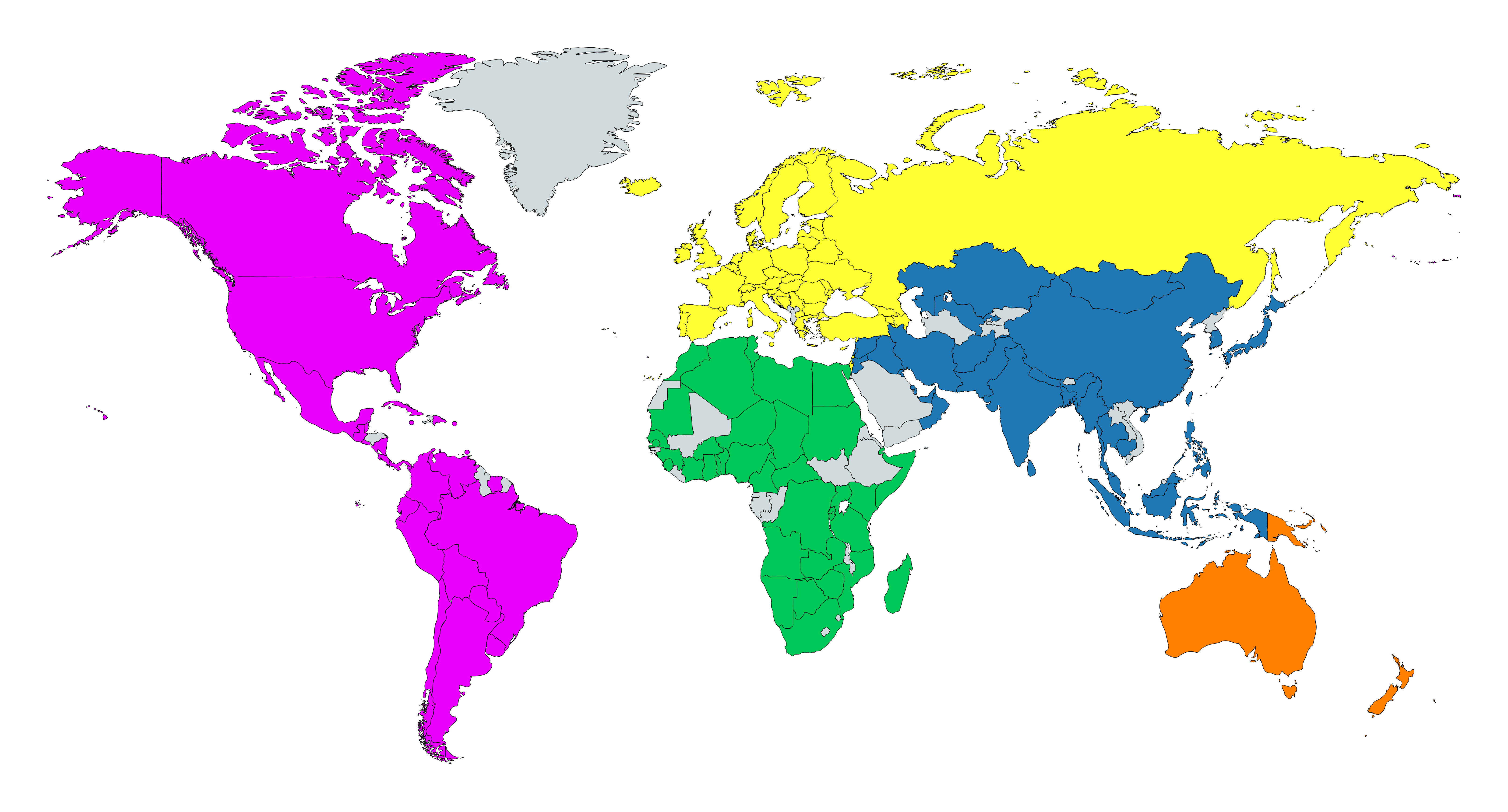
五大洲区域组织的世界地图

世界铁人三项分为五大洲，172个国家或地区联合会（每个国家或地区的铁人三项管理机构），隶属于世界铁人三项每个地区组织举办洲际锦标赛和洲际杯赛。
  亚洲铁人三项有35个会员协会。
  非洲铁人三项有37个会员协会。
  欧洲铁人三项有46个会员协会。
  美洲铁人三项有40个会员协会。
  大洋洲铁人三项有10个会员协会。
针对2022年俄罗斯入侵乌克兰，欧洲铁人三项表示，它强烈支持国际奥委会和世界铁人三项的决定，即将俄罗斯和白俄罗斯的运动员和官员排除在有组织的欧洲赛事之外，并不在俄罗斯或白俄罗斯举办任何有关铁人三项的国际赛事

## 发展
世界铁人三项一直在努力发展这项运动，特别是在欧洲和英语国家之外。一种方法是通过发起赠款，例如最近向非洲铁人三项联盟提供的赠款，其中大部分资金交给各个国家和地区的铁人三项联合会，用于支持组织赛事，以及资助运动员、教练和技术官员课程。另一种是运动员奖学金，提供给有天赋的年轻运动员，让他们在国际水平的比赛上有更好的表现，最终目标是让运动员在奥运会上为他们的国家争取荣誉。一项全球性的发展计划是引入了教练和技术官员的认证制度。

## 排名体系
世界铁人三项发布和维护男子和女子三项（包括铁人三项、两项全能、水陆三项和冬季铁人三项）的短距离和长距离项目的世界排名，并为各个国家队混合接力提供排名。每个排名都有一些略微不同的计分系统，但都是通过滚动日历计算的，将前52周的最高得分结果与前53-104周的最高得分结果相加。每一场比赛的最高分数由世界铁人三项的排名标准决定，排名第一的运动员将获得更多的分数，紧随其后的运动员将比前一名的运动员少获得7.5%的分数。

## 賽事
成立之初，世界铁人三项只举办世界铁人三项锦标赛，第二年又开始举办两项全能世界锦标赛。1991年，世界铁人三项开始举办一系列像铁人三项世界杯的铁人三项比赛。世界锦标赛和世界杯比赛的距离是1500米游泳、40公里自行车和10公里跑步，这些参数是从奥运会游泳、自行车和跑步项目的现有距离中选择的。这个铁人三项距离被称为铁人三项世界的标准距离。
1994年，一个类似于世界三项全能公司赛事的长距离锦标赛成立。1997年，两项全能与长距离两项世界锦标赛创办。同样在1997年，第一届冬季铁人三项世界锦标赛举行，使冬季铁人三项运动拥有了自己的世界冠军。然后在1998年举行了世界水上两项锦标赛，使水上两项有了自己的世界冠军。2009年，世界铁人三项混合接力锦标赛举办，以组织精英级别的国际接力赛事。最近创立的锦标赛是世界越野铁人三项锦标赛，类似于XTERRA铁人三项赛。
世界铁人三项举办的世界锦标赛包括:
- 世界鐵人三項系列賽
- 世界铁人三项长距离锦标赛（英语：World Triathlon Long Distance Championships）
- 世界铁人三项短距离锦标赛（英语：World Triathlon Sprint Distance Championships）
- 铁人三项混合接力世界锦标赛
- 铁人三项世界杯（英语：World Triathlon Cup）
- 世界铁人两项锦标赛（英语：World Triathlon Duathlon Championships）
- 世界铁人两项长距离锦标赛（英语：World Triathlon Long Distance Duathlon Championships）
- 世界铁人水陆两项锦标赛（英语：World Triathlon Aquathlon Championships）
- 世界冬季铁人三项锦标赛（英语：World Triathlon Winter Championships）
- 世界越野铁人三项锦标赛（英语：World Triathlon Cross Championships）

## 外部連結
- 官方網站（页面存档备份，存于）
- 世界铁人三项的X（前Twitter）